# (5416) Estremadoyro
(5416) Estremadoyro (1978 VE5) – planetoida z pasa głównego asteroid okrążająca Słońce w ciągu 4,64 lat w średniej odległości 2,78 j.a. Odkryta 7 listopada 1978 roku.